# Anderson (Kalifornia)
Anderson – miasto w Stanach Zjednoczonych, w stanie Kalifornia, w hrabstwie Shasta.